# Martina Smeraldi
Martina Smeraldi, pseudonimo di Alessandra Sau (Cagliari, 6 dicembre 1999), è un'attrice pornografica italiana.

## Biografia
Ha fatto il suo esordio nella pornografia a 19 anni, girando un video con l'attore Max Felicitas. È poi entrata a far parte della Rocco Siffredi Academy girando un film assieme a Malena la Pugliese e guadagnando rapidamente notorietà nazionale grazie anche ad apparizioni televisive e all'attività su TikTok. Il 13 ottobre 2019 partecipa come ospite al programma televisivo Live - Non è la D’Urso, condotto da Barbara D'Urso.
Nel 2020 fa parte del cast del film My Name is Zawaadi che vince l'XBiz Award come Best Gonzo Movie of the Year. Nel 2021 viene nominata all'AVN Award for Best New Foreign Starlet.
Ha vinto l'AVN Awards Best International Group Sex Scene nel 2023 per la pellicola Rocco's Double Trouble 5 diretta da Rocco Siffredi. Nel 2025 ha partecipato al disco Santana Money Gang di Shiva e Sfera Ebbasta, cantando l'intro del brano D&G.

## Filmografia
- My Name is Zaawaadi (2020)
- Rocco’s Double Trouble 5 (2023)

## Riconoscimenti
AVN Awards
- 2023 – Best Foreign-Shot Group Sex Scene per Rocco's Double Trouble 5, Scene 2 con Sara Bell, Yves Morgan, Oscar Batty, Mike Chapman[13]